# Lozivka, Borîspil
Lozivka (în ucraineană Лозівка) este un sat în orașul regional Borîspil din raionul Borîspil, regiunea Kiev, Ucraina.

## Demografie
Componența lingvistică a localității Lozivka
     Ucraineană (100%)
Conform recensământului din 2001, toată populația localității Lozivka era vorbitoare de ucraineană (100%).